# Полібінська сільська рада (Бугурусланський район)
Полі́бінська сільська рада (рос. Полибинский сельский совет) — сільське поселення у складі Бугурусланського району Оренбурзької області Росії.
Адміністративний центр — село Полібіно.

## Історія
2005 року була ліквідована Бестужевська сільська рада (села Бестужевка, Григор'євка, Михайловка, селище Красна Глинка), територія увійшла до складу Полібінської сільради.

## Населення
Населення — 708 осіб (2019; 1063 в 2010, 1452 у 2002).

## Склад
До складу сільської ради входять:
| Населений пункт       | Населення, осіб (2002) | Населення, осіб (2010) |
| --------------------- | ---------------------- | ---------------------- |
| Бестужевка, село      | 256                    | 169                    |
| Григор'євка, село     | 186                    | 132                    |
| Дружина, селище       | 41                     | 28                     |
| Красна Глинка, селище | 18                     | 7                      |
| Михайловка, село      | 151                    | 89                     |
| Молчановка, село      | 122                    | 72                     |
| Ніколаєвка, село      | 179                    | 156                    |
| Полібіно, село        | 499                    | 410                    |